# Іваново (Янтіковський район)
Іва́ново (рос. Иваново, чув. Чӳкçырми) — присілок у складі Янтіковського району Чувашії, Росія. Входить до складу Янтіковське сільського поселення.
Населення — 225 осіб (2010; 296 у 2002).
Національний склад:
- чуваші — 95 %